# 足利義榮
足利義榮（日语：〔〕／ Ashikaga Yoshihide，1538年—1568年）是日本戰國時代的室町幕府第14代將軍。在職時期是永祿11年（1568年）2月至9月。父親是足利將軍家的一族兼堺公方足利義維（平島公方）。

## 生平
在天文7年（1538年）（一說是天文9年（1540年））於阿波國平島莊出生，家中長男。初名義親、義勝（與第7代將軍同名）。
永祿8年（1565年），在從兄兼第13代將軍義輝在永祿之變中被三好三人眾和松永久秀殺死後，被三好三人眾和久秀以父親義冬（義維）中風而不適合成為將軍為由，於是以將軍候補的身份被擁立。不過在同年11月開始，三人眾和久秀的櫂力鬥爭開始，於是被三人眾所逼，在12月發出討伐久秀的命令。
翌年（1566年）6月，被三人眾方的篠原長房、三好康長等人擁立，渡海至淡路國，並在9月23日進入攝津國越水城。12月5日，進入攝津富田的總持寺，在7日進入普門寺。24日，被許可任官從五位下左馬頭。翌年（1567年）1月5日，正式敘任，並改名為義榮。
11月，向朝廷申請「將軍宣下」，不過因為沒有答應朝廷的獻金要求而遭拒絕。翌年（1568年）2月8日，因為三人眾推舉，受朝廷允許成為第14代將軍，於是就任將軍，並被賜予禁色，及允許昇殿。不過三人眾和久秀的鬥爭沒有停止，而義榮自身亦因為背上有腫物，所以連就任将軍後，亦沒有入京。
永祿11年（1568年）9月，義輝的次弟義昭被織田信長擁立並上洛，於是三人眾在畿內與信長戰鬥，不過被擊敗，並失去畿內勢力，於是逃到阿波。久秀向信長臣服，在沒有阻礙下，義昭在10月18日，就任第15代將軍。
此後，因為腫物惡化而病死。享年29歲（一說是31歲）。死去日期有9月13日、9月30日、10月1日、10月8日、10月20日、10月22日等諸多説法。而死去的地方亦有阿波國、淡路國、攝津國的普門寺等諸種説法。

## 義榮時期的室町幕府
從阿波國進入攝津國的義榮之下，有仕於父親義冬（堺公方）和父親的養父義稙（第10代將軍）的幕臣及其子孫以家臣身份出仕，不過在義冬、義榮兩代，被付到御內書的副狀發出者畠山維廣等人，數量被限制著，因此勢力脆弱。當時義冬因為中風而隱居，完全沒有發言力（足利義視作為足利義材的大御所，亦沒有權勢），因此希望換入仕於義輝的幕臣。當時在京幕臣的所領中，許多都集中在三好氏的勢力圈京都周圍，所領的安堵和交換都置於義榮之下，而回應這個行動的有大舘輝光、伊勢貞助、以及小笠原稙盛、秀清父子。而且允許在永祿之變前背叛義輝而被殺死的政所頭人（執事）伊勢貞孝的孫兒伊勢虎福丸（後來的伊勢貞為）歸返，承認伊勢氏宗家的再興。更提拔三好三人眾之一的三好長逸為御供眾。另一方面，伊勢貞孝的後任頭人攝津晴門和負責政所實務的奉行眾，則厭惡推舉許多殺死義輝的三好三人眾的義榮，部份人在前往越前國與義昭交往後，再沒有返回。當時，室町幕府的幕臣有執行武家故實而仕官的階層，以及裁許辯論和執行行政事務而仕官的階層（奉行衆），義榮雖然成功得到伊勢氏、大舘氏等武家故實階層，但是沒能得到諏方氏、飯尾氏、松田氏等奉行眾階層，於是在就任將軍後，造成再建幕府機構的不安形勢。即使如此，與父親義冬不同，當時沒有能爭奪將軍之位的人選（雖然前將軍的實弟義昭，在地位上比較合適，但因不是「將軍候補」，加上未能上洛，且當時仍是僧籍），因此對義榮申請「將軍宣下」比較有利。
從沒向春日大社或朝廷獻上太刀、馬等物品，被認為完全是三好三人眾和松永久秀的傀儡，不過在三人眾與久秀對立後，被三人眾一方擁立，而且介入石清水八幡宮的人事中，與朝廷對立。永祿10年（1567年）5月，在京都住民與大德寺對立的事件中，由義榮派遣的幕府奉行人松田藤弘與由朝廷派遣的勸修寺晴右一同仲裁。三人眾和久秀的對立，從結果上來看，義榮的受到制約減少，發言力亦有提高，不過「將軍宣下」的延遲，以及沒能得到在京幕臣的全體（特別是奉行眾）支持，而作為主要支援的三好家中，亦因為三好實休和三人眾對立而沒有團結等，這些情況亦有很大影響，自身生病、在任期間短暫、將軍在任中以自己意向而2次發出的奉行人奉書亦沒有被確認，並沒能發揮將軍的主體性。

## 人物
- 在室町幕府歷代將軍中，唯一一個沒有踏足本據地京都。在日本史上，沒有進入本據地的將軍，就只有義榮和幕末的德川慶喜（在大坂城中就任將軍，於大政奉還後，被解職後才可以進入江戶城）2人。

- 永祿之變後，三人眾和松永久秀的對立原因，其中一個理由就是義榮是由誰人擁立。而且在堺公方以來，人才基礎亦很脆弱，沒能得到在幕府中執行行政實務的奉行眾支持，因此即使能進入京都，亦沒可能令幕府機構活動。
- 木像由栃木縣足利市家富町的鑁阿寺所藏。而仿造的像則由阿南市立阿波公方・民俗資料館（日语：平島館）所藏，日常亦有展示。
- 一說指久秀令從弟松永喜內暗殺義榮，不過被撃退，於是命令毒殺。[7]
- 根據《江源武鑑》中的說法，義榮的存在完全被無視。
- 一說指與足利義輝不和。

## 外部連結
- 武家家伝-足利将軍家 （页面存档备份，存于）